# Omloop Het Nieuwsblad femenino 2021
La 16.ª edición del Omloop Het Nieuwsblad femenino (oficialmente: Omloop Het Nieuwsblad) se celebró el 27 de febrero de 2021 sobre un recorrido de 124,4 km con inicio en la ciudad de Gante y final en la ciudad de Ninove en Bélgica.
La carrera hizo parte del Calendario UCI Femenino 2021 como competencia de categoría 1.Pro y fue ganada por la ciclista neerlandesa Anna van der Breggen del equipo SD Worx. El podio lo completaron la ciclista danesa Emma Norsgaard Jørgensen del equipo Movistar Team y la neerlandesa Ellen van Dijk del mismo equipo que la vencedora.

## Recorrido
El recorrido se basa en la ruta usada años anteriores con un total de 10 cotas algunas de ellas adoquinadas, las cuales se indican a continuación:
| N.º | Nombre                  | km    | Revestimiento | Longitud (m) | Pendiente media | Pendiente máxima | km a la llegada |
| --- | ----------------------- | ----- | ------------- | ------------ | --------------- | ---------------- | --------------- |
| 1   | Leberg                  | 45,1  | asfalto       | 950          | 4,2 %           | 13,8 %           | 81,0            |
| 2   | Wolvenberg              | 57,0  | asfalto       | 645          | 7,9 %           | 17,3 %           | 69,1            |
| 3   | Molenberg               | 69,2  | pavé          | 463          | 7 %             | 14,2 %           | 56,9            |
| 4   | Rekelberg               | 83,2  | asfalto       | 800          | 4 %             | 9 %              | 42,9            |
| 5   | Berendries              | 87,2  | asfalto       | 940          | 7 %             | 12,3 %           | 38,9            |
| 6   | Elverenberg (Vossenhol) | 89,6  | asfalto       | 1 268        | 3,6 %           | 9 %              | 36,5            |
| 7   | Tenbosse                | 94,2  | asfalto       | 450          | 6,9 %           | 8,7 %            | 31,9            |
| 8   | Eikenmolen              | 98,0  | asfalto       | 610          | 5,9 %           | 12,5 %           | 29,1            |
| 9   | Mur de Grammont         | 109,4 | adoquines     | 475          | 9,3 %           | 19,8 %           | 16,7            |
| 10  | Bosberg                 | 113,3 | adoquines     | 980          | 5,8 %           | 11 %             | 12,8            |

## Equipos
Tomarán parte en la carrera un total de 24 equipos invitados por la organización, 9 de los cuales fueron de categoría UCI WordTeam Femenino y 14 de categoría UCI Women's continental teams y un equipo del Centro Mundial de Ciclismo de la UCI, quienes conformaron un pelotón de 144 ciclistas de las cuales terminaron 11. Los equipos participantes fueron:
| translation for headoftableIII_translate index 58 not found (9)- Alé BTC Ljubljana - Team BikeExchange - Canyon-SRAM Racing - Team DSM - FDJ-Nouvelle Aquitaine-Futuroscope - Liv Racing - Movistar Team - SD Worx - Trek-Segafredo UCI Women's continental teams (6)- Arkéa Pro Cycling Team - Ceratizit-WNT Pro Cycling - Drops-Le col - Multum Accountants - Rupelcleaning-Champion lubricants - Team Tibco-Silicon Valley Bank Equipo regional y de club- World Cycling Centre Unknown team category (8)- Bingoal Casino-Chevalmeire - Doltcini-Van Eyck Sport-Proximus - Hitec Products - Jumbo-Visma - Lotto Soudal Ladies - NXTG Racing - Parkhotel Valkenburg - Valcar-Travel & Service |
| |

## Clasificaciones finales
Las clasificaciones finalizaron de la siguiente forma:

### Clasificación general
| \| Clasificación general \| Clasificación general \| Clasificación general \| Clasificación general \| Clasificación general \| \| Ciclista \| Ciclista \| Equipo \| Tiempo \| \| \| --------------------- \| --------------------- \| ---------------------------------- \| --------------------- \| --------------------- \| \| 1.ª \| Anna van der Breggen \| SD Worx \| 3 h 21 min 00 s \| \| \| 2.ª \| Emma Norsgaard \| Movistar Team \| + 23 s \| \| \| 3.ª \| Amy Pieters \| SD Worx \| + 23 s \| \| \| 4.ª \| Lotte Kopecky \| Liv Racing \| + 23 s \| \| \| 5.ª \| Hannah Barnes \| Canyon-SRAM Racing \| + 23 s \| \| \| 6.ª \| Marta Bastianelli \| Alé BTC Ljubljana \| + 23 s \| \| \| 7.ª \| Lisa Brennauer \| Ceratizit-WNT Pro Cycling \| + 23 s \| \| \| 8.ª \| Grace Brown \| Team BikeExchange \| + 23 s \| \| \| 9.ª \| Marta Cavalli \| FDJ-Nouvelle Aquitaine-Futuroscope \| + 23 s \| \| \| 10.ª \| Elisa Longo Borghini \| Trek-Segafredo \| + 26 s \| \| |                      |                                    |                 |
| |                      |                                    |                 |
| Fuentes: ProCyclingStats Cycling Quotient |                      |                                    |                 |
| Clasificación general |                      |                                    |                 |
| Ciclista | Ciclista             | Equipo                             | Tiempo          |
| 1.ª | Anna van der Breggen | SD Worx                            | 3 h 21 min 00 s |
| 2.ª | Emma Norsgaard       | Movistar Team                      | + 23 s          |
| 3.ª | Amy Pieters          | SD Worx                            | + 23 s          |
| 4.ª | Lotte Kopecky        | Liv Racing                         | + 23 s          |
| 5.ª | Hannah Barnes        | Canyon-SRAM Racing                 | + 23 s          |
| 6.ª | Marta Bastianelli    | Alé BTC Ljubljana                  | + 23 s          |
| 7.ª | Lisa Brennauer       | Ceratizit-WNT Pro Cycling          | + 23 s          |
| 8.ª | Grace Brown          | Team BikeExchange                  | + 23 s          |
| 9.ª | Marta Cavalli        | FDJ-Nouvelle Aquitaine-Futuroscope | + 23 s          |
| 10.ª | Elisa Longo Borghini | Trek-Segafredo                     | + 26 s          |

## Ciclistas participantes y posiciones finales
Convenciones:
- AB: Abandono
- FLT: Retiro por llegada fuera del límite de tiempo
- NTS: No tomó la salida
- DES: Descalificada o expulsada

## UCI World Ranking
El Omloop Het Nieuwsblad femenino  otorgó puntos para el UCI World Ranking Femenino para corredoras de los equipos en las categorías UCI WordTeam Femenino y UCI Women's continental teams. Las siguientes tablas muestran el baremo de puntuación y las 10 corredoras que obtuvieron más puntos:
| Posición   | 1.ª | 2.ª | 3.ª | 4.ª | 5.ª | 6.ª | 7.ª | 8.ª | 9.ª | 10.ª | 11.ª | 12.ª | 13.ª | 14.ª | 15.ª | 16.ª-25.ª |
| Puntuación | 200 | 150 | 125 | 100 | 85  | 70  | 60  | 50  | 40  | 35   | 30   | 25   | 20   | 15   | 10   | 5         |

| Clasificación |                          |                                    |        |
| Posición      | Ciclista                 | Equipo                             | Puntos |
| ------------- | ------------------------ | ---------------------------------- | ------ |
| 1.ª           | Anna van der Breggen     | SD Worx                            | 200    |
| 2.ª           | Emma Norsgaard Jørgensen | Movistar Team                      | 150    |
| 3.ª           | Amy Pieters              | SD Worx                            | 125    |
| 4.ª           | Lotte Kopecky            | Liv Racing                         | 100    |
| 5.ª           | Hannah Barnes            | Canyon SRAM Racing                 | 85     |
| 6.ª           | Marta Bastianelli        | Alé BTC Ljubljana                  | 70     |
| 7.ª           | Lisa Brennauer           | Ceratizit-WNT                      | 60     |
| 8.ª           | Grace Brown              | Team BikeExchange                  | 50     |
| 9.ª           | Marta Cavalli            | FDJ Nouvelle Aquitaine Futuroscope | 40     |
| 10.ª          | Elisa Longo Borghini     | Trek-Segafredo                     | 35     |